# Bud Spencer

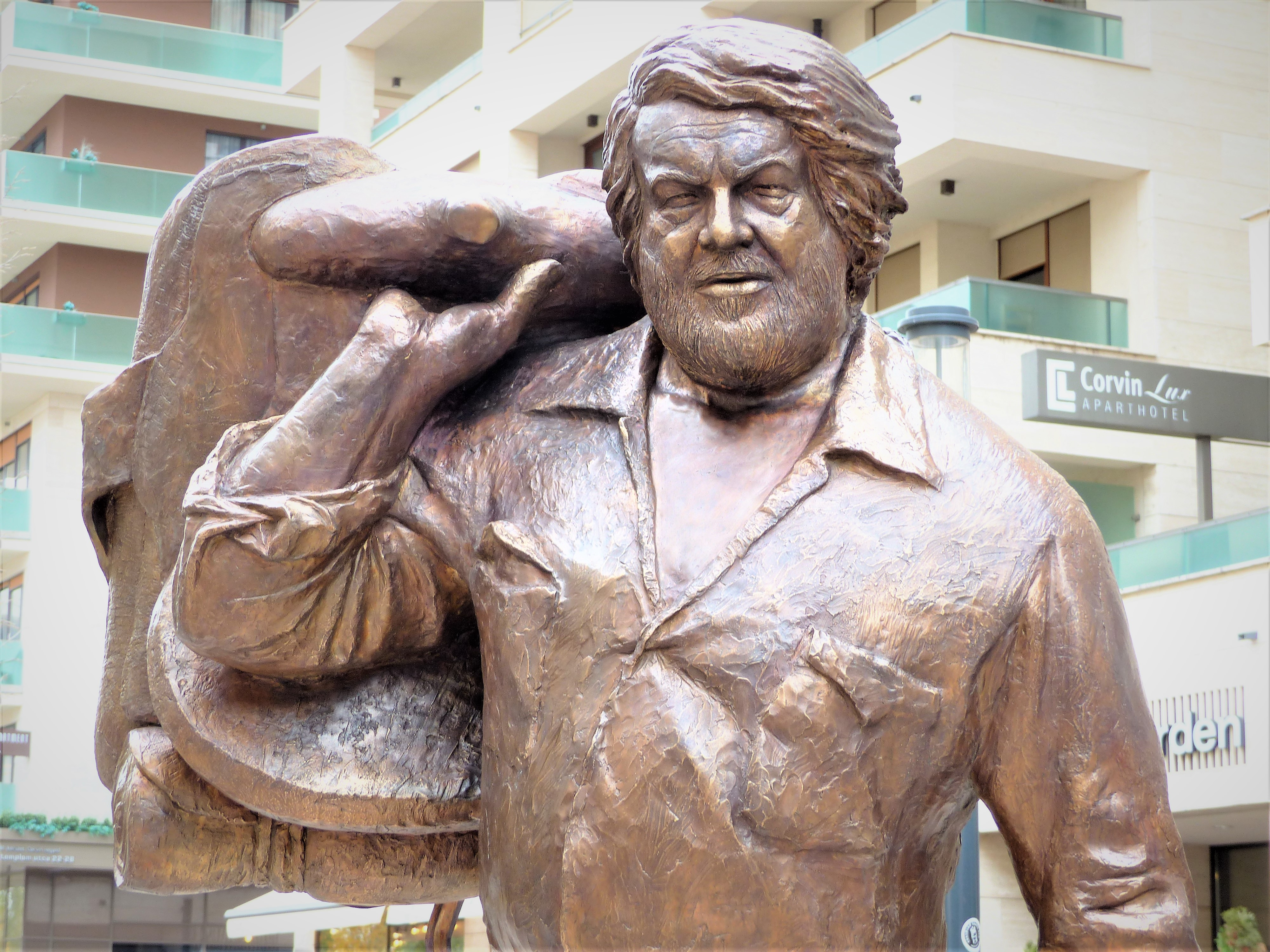
Bud Spencer - downtown Budapest

Carlo Pedersoli (Nàpols, 31 d'octubre de 1929 - Roma, 27 de juny de 2016) va ser un campió de natació italià, molt més conegut com a actor (sota el pseudònim de Bud Spencer), i per les seves col·laboracions amb Terence Hill.

## Biografia

### Vida personal
Carlo Pedersoli va néixer el 31 d'octubre de 1929 a Borgo Santa Lucia, Campània (Nàpols), Itàlia. El 1947 la seva família va emigrar a Amèrica del Sud i Carlo va abandonar els estudis de química que feia a la Universitat La Sapienza de Roma. A Buenos Aires, Argentina, va ser bibliotecari; a Montevideo (Uruguai) va exercir també com a bibliotecari durant anys, i va treballat amb el consulat italià local. Un cop va tornar a Itàlia, va ingressar a l'equip nacional de natació i va participar en els Jocs Olímpics de Hèlsinki 1952 i Melbourne 1956.
Es llicencià en Dret el 1955 i parlava sis idiomes. El 1957 va tornar a Amèrica del Sud i va participar en la construcció del tram Veneçuela-Colòmbia de la carretera Panamericana San Cristobal - La Fría. Aquesta experiència li va permetre "retrobar-se a si mateix en els límits i les potencialitats".
El 1960 es va casar amb Maria Amato, amb qui tingué tres fills: Giuseppe (1961), Christine (1962) i Diamante (1972).

### Palmarés esportiu

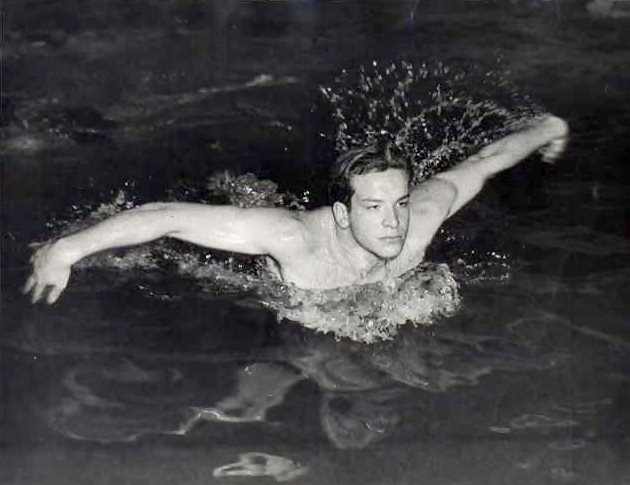
Carlo Pedersoli el 1950.

Pedersoli va ser 7 cops campió d'Itàlia en els 100 metres lliures entre 1949 i 1956, a banda de 4 cops més en relleus. També fou el primer nedador italià a baixar de la marca del minut als 100 metres (19 de setembre de 1950 a Salsomaggiore –amb una marca de 59”5).
Als Jocs del Mediterrani de 1951, va guanyar una medalla d'argent als 100 metres lliures i una altra en relleus. També va representar el seu país als Jocs Olímpics de Hèlsinki 1952, i als Jocs Olímpics de Melbourne 1956. A Austràlia fou semifinalista olímpic. També va destacar com a waterpolista essent un dels membres del "Settebello" al llarg dels anys 50, i guanyà la medalla d'or als Jocs del Mediterrani de Barcelona.

### Carrera cinematogràfica
La seva primera aparició al cinema fou el 1950, a Quo Vadis, on hi feia de guàrdia de l'Imperi Romà. Va canviar el seu nom pel de Bud Spencer el 1967 perquè li agradava Spencer Tracy i la cervesa Budweiser; amb aquest nom va protagonitzar el seu primer film amb el també actor italià Terence Hill, a la pel·lícula Déu perdona ... jo no (1967), de la qual tots dos van protagonitzar dues seqüeles. La parella protagonista de Spaghetti Westerns, va assolir el seu primer gran èxit amb Li deien Trinidad, pel·lícula de l'any 1971 que tot i que estava ambientada al salvatge oest, ja exemplificava els camins artístics pels quals després discorreria la seva carrera. Cinema d'humor amb catàrtics finals a base de trompades, i amb una dualitat en els personatges basada en la força expeditiva i acció directa de Bud vers l'audaç i manipulador Terence. El 2010 tots dos van rebre el David de Donatello honorífic per la seva carrera.

### Altres activitats
Carlo Pedersoli també fou autor de les cançons d'alguna de les pel·lícules on participa com a actor.
La seva passió per l'aeronàutica el va portar a obtenir la llicència de pilot privat tant d'avioneta com d'helicòpter. El 1981 va fundar la línia aèria de càrrega Mistral Air, que pertany actualment al Correu italià.
En les eleccions regionals de 2005 es va presentar com a candidat pel Laci del partit polític Forza Italia, però no va resultar elegit.
En 2008 va ser reconegut amb l'Orde al Mèrit de la República Italiana en el grau d'oficial.
El 2009 va fer un espot per Bancaixa, l'anunci de televisió s'acompanya amb la cançó Born to be alive. L'estil de l'espot recorda els films gravats a la dècada dels setanta juntament amb Terence Hill, com va ser el cas de Dos superpolicies.

## Filmografia

### En solitari

#### Tetralogía Peuassos
1. Piedone lo sbirro, 1973 (El super-poli), Inspector Rizzo "Peuassos".
2. Piedone a Hong Kong, 1975 (Peuassos o En Peuassos va a Hong Kong), Inspector Rizzo "Peuassos".
3. Piedone l'africano, 1978 (Punys fora!), Inspector Rizzo "Peuassos".
4. Piedone d'Egitto, 1979 (Peuassos), Inspector Rizzo "Peuassos".

#### Bilogia El supersheriff i el petit extraterrestre
1. Uno sceriffo extraterrestre - poco extra e molto terrestre, 1979 (El sheriff i el petit extraterrestre), Xèrif Joe Scott.
2. Chissà perché... capitano tutte a me, 1980 (El supersheriff), Xèrif Joe Scott.

#### Títols independents
- Quo Vadis, 1951 (Quo Vadis), guarda imperial
- A Farewell to Arms, 1957 (Adéu a les armes), carabiner
- Annibale, 1959 (Aníbal)
- Al di là della legge, 1967 (Més enllà de la llei)
- Oggi a me... domani a te!, 1968 (Avui per tu, demà per mi)
- Un esercito di cinque uomini, 1969 (L'exèrcit de cinc homes), Mesito
- Dio è con noi, 1969 (I Déu està amb nosaltres), Cpl. Jelinek
- 4 mosche di velluto grigio, 1971 (Quatre mosques sobre vellut gris), Godfrey 'God'
- Una ragione per vivere e una per morire, 1972 (Una raó per viure i una per morir)
- Si può fare... amigo, 1972 (Es pot fer... amic)
- Torino nera, 1972 (Torí negre)
- Anche gli angeli mangiano fagioli, 1973 (També els àngels mengen fesols), Charlie Smith
- Il soldato di ventura, 1975 (El soldat de fortuna)
- Charleston, 1977 (Mr. Charleston), Mr. Charleston
- Lo chiamavano Bulldozer, 1978 (L'anomenaven Bulldozer)
- Occhio alla penna, 1981 (Dos brètols a l'oest), Buddy
- Banana Joe, 1981 (Banana Joe), Banana Joe
- Bomber, 1982 (Bombarder)
- Cane e gatto, 1982 (Com gos i gat), Sergent Alan Parker
- Aladdin, 1986 (Aladí)
- Un piede in paradiso, 1990 (Un peu al paradís), Bull Webster
- Al límite, 1997, Elorza
- Hijos del viento (Entre la luz y las tinieblas), 2000, Quintero
- Padre Esperanza, 2001
- Cantando detrás del parabrisas, 2002

### Coprotagonitzades ambTerence Hill

#### Trilogía de Cat Stevens i Hutch Bessy
1. Dio perdona... Io no!, 1968 (Déu perdona... jo no) (1968), Hutch Bessy "Earp"
2. I quatre dell'ave Maria, 1968 (Els quatre de l'ave Maria), Hutch Bessy
3. La Collina degli stivali, 1969 (El turó de les botes), Hutch Bessy

#### Bilogía Trinitat
1. Lo chiamavano Trinità, 1970 (Li deien Trinidad), el nen
2. ...continuavano a chiamarlo Trinità, 1972 (Encara li deien Trinidad), el nen

#### Títols independents
- Il corsaro nero, 1971 (El corsari negre), Skull
- Più forte, ragazzi!, 1972 (Vinga, nois, més fort!), Salud
- Altrimenti ci arrabbiamo, 1974 (I si no, ens enfadarem), Ben
- Porgi l'altra guancia, 1974 (Posa-hi l'altra galta), Pare Pere
- I due superpiedi quasi piatti, 1976 (Dos súper policies), Wilbur Walsh
- Pari e dispari, 1978 (Parell i senar), Charlie Firpo
- Io sto con gli ippopotami, 1979 (Estic amb els hipopòtams), Tom
- Chi trova un amico, trova un tesoro, 1981 (Qui té un amic... té un tresor), Charlie O'Brien
- Nati con la camicia, 1983, Doug O'Riordan "Mason"
- Non c'è due senza quattro, 1984, Greg Wonder / Antonio Coimbra de la Coronilla y Azevedo
- Miami Supercops, 1985, Steve Forest
- Botte di Natale, 1994, Moses